# ثيودور سايتس
ثيودور سايتس هو قانوني وسياسي ألماني، ولد في 12 سبتمبر 1863 في Seckenheim ‏ في ألمانيا، وتوفي في 28 مارس 1949 في بادن بادن في ألمانيا.